# Naddo Ceccarelli
Naddo Ceccarelli (* um 1320 in Siena) war ein italienischer Maler.

## Biografie
Naddo Ceccarelli wurde um das Jahr 1320 in Siena geboren. Er gilt als Meister der Schule von Siena und lernte sein Handwerk bei dem Künstler Simone Martini. Ceccarellis Schaffenszeit kann bis zum Jahr 1347 nachgewiesen werden, sein genaues Todesdatum ist unbekannt.

## Werke (Auswahl)
Ceccarellis Werke weisen eine Ähnlichkeit mit denen des Andrea Vanni und des Luca di Tommè auf.

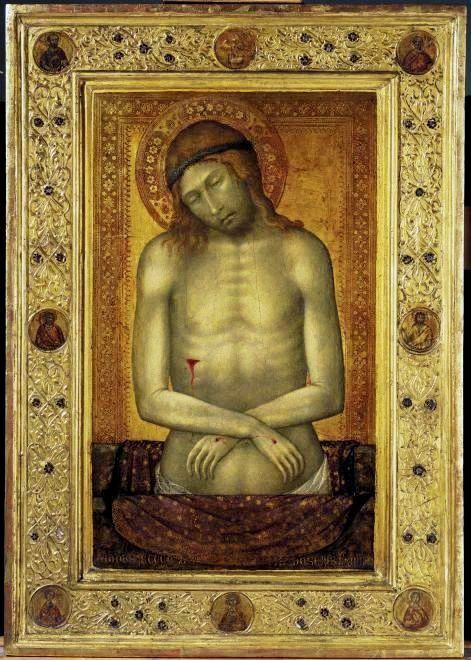
Man of sorrows, um 1347
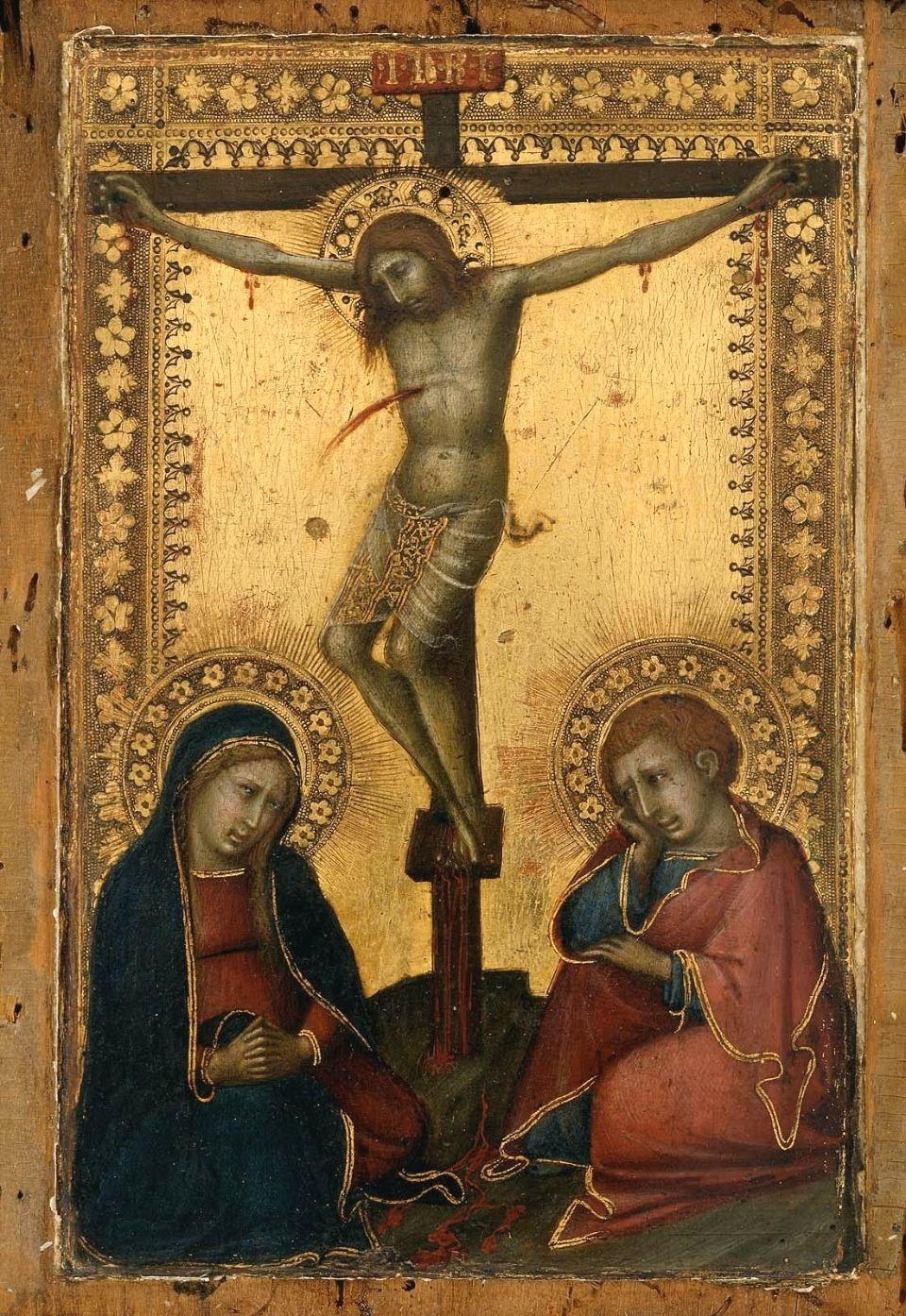
Gekreuzigter Jesus mit Maria und Johannes
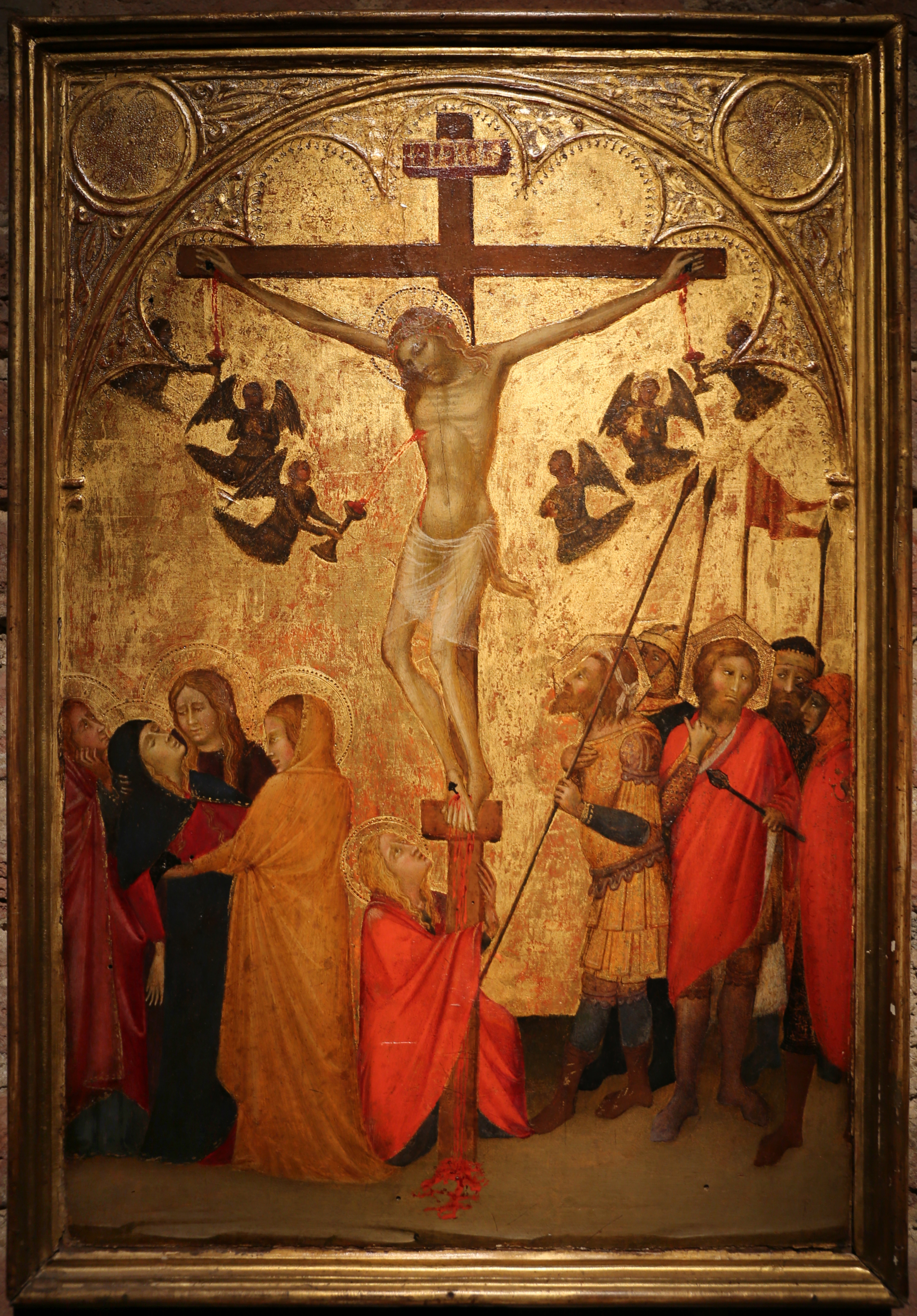
Gekreuzigter Jesus
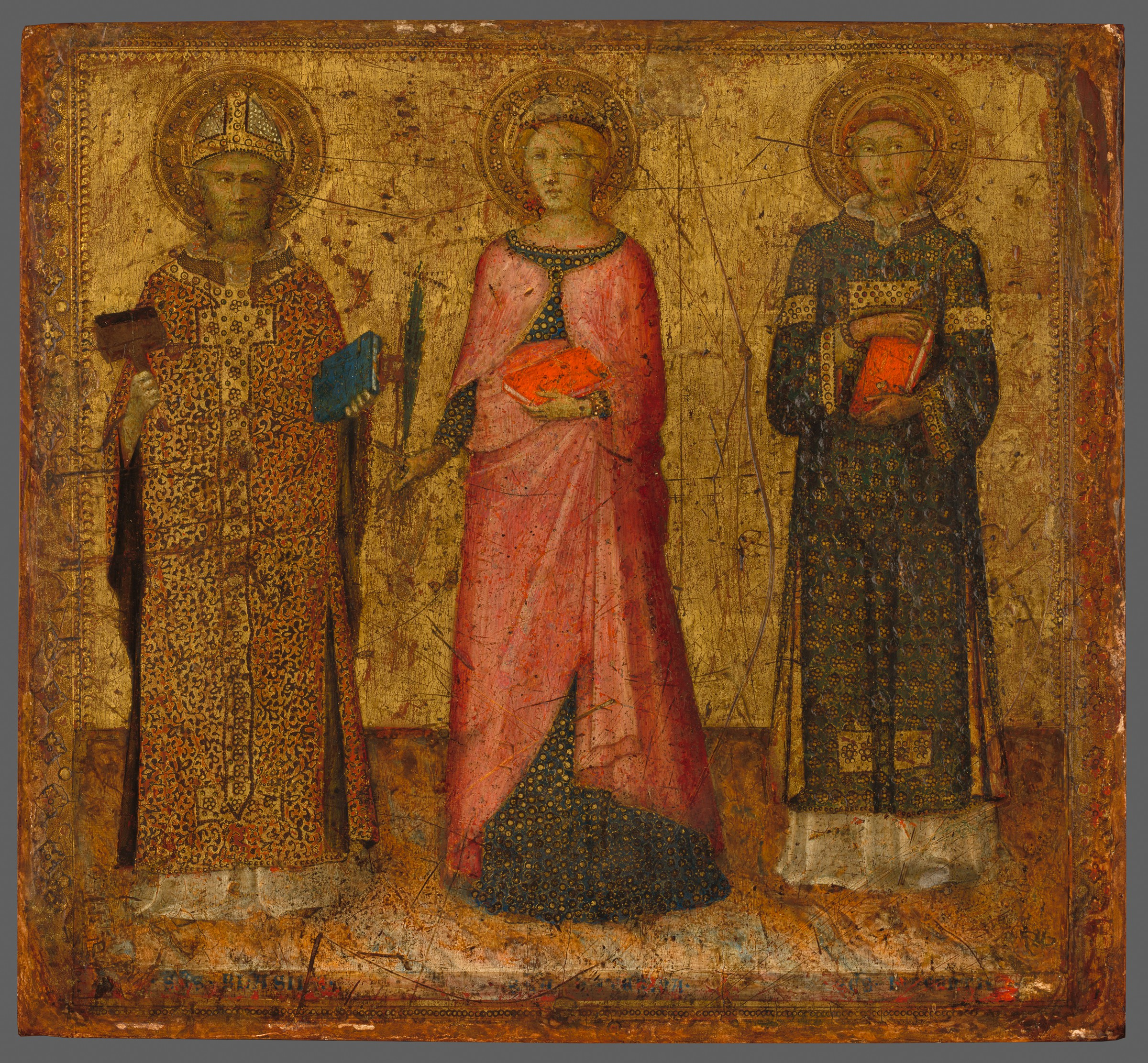
Die Heiligen Blasius, Katharina von Alexandrien und Laurentius
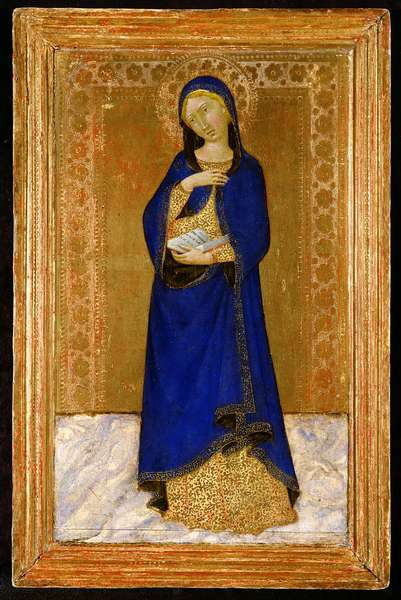
Die Jungfrau Maria

Zu seinen bekanntesten Werken zählen das Altarwerk in San Martino in Siena sowie verschiedene Madonnenbilder und Kreuzigungsdarstellungen.